# アルピーユ山脈

アルピーユ山脈の位置

アルピーユ山脈（フランス語: Les Alpilles）は、フランス南部、ブーシュ＝デュ＝ローヌ県の北西部に位置する山脈。ローヌ川の渓谷からデュランス川の渓谷まで東西約25kmにわたり広がっている。北にはサン＝レミ＝ド＝プロヴァンスを、南にはクロー平野を、それぞれ見下ろしている。この山に暮らす人々は多くないが、いくつかの村々は古代ローマの遺跡や夏祭りで知られる。
この山脈の北斜面にはサン＝レミ＝ド＝プロヴァンス近郊の古代遺跡群 (Antiques) があり、南部にはレ・ボー・ド・プロヴァンスの光景が広がり、北東部にはエガリエール村 (Eygalières) の美術館と古い教会がある。
また、アルルへの途上には、アルフォンス・ドーデ展示室 (Le musée d'Alphonse Daudet) が、彼の作品『風車小屋だより』で有名な風車小屋の中に設置されている。